# عبد الله بن معمر
عبد الله بن مُعَمَّر هو عبد الله بن محمد بن حَمَد بن عبد الله بن مُعَمَّر، من بني تميم. كان أحدَ أمراء العُيَينة في مِنطَقة العارض بوسط نجد، حتى وفاته في أوائل القرن الثامن عشر الميلادي (الثاني عشر الهجري). 
قال فيه المؤرَّخ ابن بِشْر، صاحب كتاب عنوان المجد في تاريخ نجد: "لم يُذكَر في زمانه ولا قبلَ زمنه في نجد من الرئاسة وقوَّة المُلك والعدد والعُدَّة والعقارات والاثاث مثلُه".